# Enemy Soil
Az Enemy Soil amerikai grindcore/hardcore punk zenekar a Virginia állambeli Sterlingből.

## Története
1991-ben alakultak. Mivel eleinte nem találtak maguknak dobost, így korai albumaikon még dobgépet használtak. 1999-ben feloszlottak, a tagok pedig vagy új együtteseket alapítottak, vagy egyéb zenekarokhoz csatlakoztak (pl. Pig Destroyer, Pg. 99, Agoraphobic Nosebleed). 2001-ben újból összeálltak egy koncert erejéig, amelyet a CBGB klubban tartottak. 2018-ban felléptek a Maryland Deathfest fesztiválon, olyan nevek társaságában, mint az Eyehategod, a Wormrot, Broken Hope és az Opera IX.

## Tagok
- Richard Johnson - gitár (1991-1999, 2001, 2017-), basszusgitár, ének (1998-1999)
- Adam Perry - dob (1997-1999, 2017-)
- J.R. Hayes - ének (1996-1997, 2017-)
- Russ Mason - basszusgitár, ének (1991-1992, 1993-1996, 1997-1998, 2017-)

## Korábbi tagok
- Cory Stevenson - basszusgitár (1998)
- T.L. Smoot - ének (1998)
- Jeff Kane - basszusgitár (1997-1998), gitár (2001)
- Omid Yamani - basszusgitár (1997, 2001)
- Brian Harvey - basszusgitár (1995-1996), dob (1996-1997, 2001)
- Doshu Tokeshi - ének (1993-1996)
- Shane Privette - ének (1993, 1995)
- Tim Caicedo - ének (1993)
- Mark Lee - ének (1993)
- Criag Lenc - basszusgitár (1993)

## Diszkográfia
- Casualties of Progress 7" (1995)
- War Parade 7" (1996)
- The Ruins of Eden 10" (1997)
- Fractured Theology 3" CD (1998)

### Split lemezek
- Enemy Soil / Parasitic Infestation (1993)
- Enemy Soil / Wadge (1994)
- Enemy Soil / Desperate Corruption (1996)
- Enemy Soil / Abstain (1997)
- Enemy Soil / Reversal of Man (1997)
- Enemy Soil / Agoraphobic Nosebleed (1997)
- Enemy Soil / Corrupted (1997)
- Document #2 (split lemez a Pg. 99-al, 1999)

### Koncertalbumok
- Live at Fiesta Grande #5 (7", 1997)
- Live in Virginia 7" (1998)
- Smashes the State Live DVD (2009)

### Válogatáslemezek
- Smashes the State! (dupla CD, 2001)